# Watuwila vervoorti
Watuwila vervoorti – gatunek ważki z rodziny Chlorocyphidae; jedyny przedstawiciel rodzaju Watuwila. Endemit Celebesu; znany tylko z okazów typowych – trzech samców odłowionych w 1989 roku w południowo-wschodniej części wyspy, nad strumieniem w górskim lesie.